# Катастрофа Ан-24 под Харьковом
Катастрофа Ан-24 под Харьковом — авиационная катастрофа, произошедшая 20 ноября 1975 года. Авиалайнер Ан-24Б авиакомпании «Аэрофлот» выполнял плановый рейс SU-7950 по маршруту Минеральные Воды—Ростов-на-Дону—Харьков—Гомель, но при заходе на посадку в Харькове зацепил деревья и склон холма и после рухнул в рощу. Из находившихся на его борту 50 человек (46 пассажиров и 4 члена экипажа) погибли 19.

## Самолёт
Ан-24Б (регистрационный номер СССР-46349, заводской 97305708, серийный 057-08) был выпущен заводом Антонова 31 декабря 1969 года. 8 января 1970 года был направлен в Гомельский авиаотряд Белорусского управления гражданской авиации авиакомпании «Аэрофлот». Оснащён двумя турбовинтовыми двигателями АИ-24 производства ЗМКБ «Прогресс» имени А. Г. Ивченко. На день катастрофы совершил 8146 циклов «взлёт-посадка» и налетал 9445 часов.

## Экипаж
В Ростове-на-Дону произошла смена экипажа. Состав нового экипажа рейса SU-7950 (из 105-го лётного отряда) был таким:
- Командир воздушного судна (КВС) — Алексей Никитич Поздняков.
- Второй пилот — Анатолий Семёнович Трасковский.
- Бортмеханик — Евгений Николаевич Бойцов.

В салоне самолёта работала стюардесса Людмила Дементьевна Галезник.

## Катастрофа
Ан-24Б борт СССР-46349 выполнял рейс SU-7950 из Минеральных Вод в Гомель с промежуточными посадками в Ростове-на-Дону и Харькове. Перелёт из Минеральных Вод в Ростов-на-Дону прошёл без отклонений, там же в Ростове-на-Дону после ночёвки произошла смена экипажа (КВС Поздняков). В 18:22 по местному времени рейс 7950 вылетел из Ростова-на-Дону и после набора высоты занял эшелон 4800 метров. На его борту помимо 4 членов экипажа находились 46 пассажиров: 44 взрослых и 2 ребёнка.
Подлетая к Харькову, экипаж после пролёта Барвенково получил указание снизиться до высоты 3000 метров, а после пролёта Лихачёво — занять высоту 2400 метров курсом на ДПРМ с посадочным курсом 83°. Когда пилоты доложили о занятии высоты 2400 метров, то вскоре получили разрешение снижаться до высоты 2100 метров, а затем до 1500 метров. Далее на высоте 1500 метров экипаж перешёл на связь с авиадиспетчером круга. Ночное небо над Харьковом в это время было полностью затянуто облаками с нижней границей 600 метров, шёл слабый дождь, а видимость составляла 10 километров.
В 19:34 экипаж получил от диспетчера круга разрешение снижаться до 1200 метров курсом к третьему развороту. Когда пилоты доложили о занятии высоты 1200 метров, авиадиспетчер сообщил условия посадки и передал: Установите давление семь полсотни семь. Экипаж подтвердил: Установил семьсот полсотни семь. На самом деле это значение давления было неверным, так как давление аэродрома составляло на самом деле не 757, а 737 мм рт. ст.. Но авиадиспетчер при прослушивании подтверждении от экипажа не заметил данной ошибки и дал разрешение снижаться до высоты круга 400 метров. Когда экипаж доложил занятие высоты 400 метров, он дал разрешение снижаться до 300 метров к четвёртому развороту. В 19:38 метка рейса SU-7950 на экране обзорного радиолокатора неожиданно пропала.
Из-за неверно выставленного давления барометрические высотомеры в кабине пилотов завышали показания на 220 метров. Когда по ним высота составляла 270 метров, в кабине сработал сигнал ССОС «ОПАСНАЯ ВЫСОТА», задатчик опасной высоты радиовысотомера при этом был выставлен на 50 метров. Однако пилоты не отреагировали на срабатывание данного сигнала, а КВС отключил задатчик (вероятно, посчитав, что тот неисправен). Через 23 секунды с момента срабатывания сигнала ССОС летевший по магнитному курсу 43° со скоростью 270 км/ч рейс SU-7950 без крена и с малой вертикальной скоростью снижения на высоте 20 метров над землёй врезался в верхушки деревьев и начал разрушаться. Через 120 метров после первого удара с правым креном лайнер столкнулся с безлесым склоном холма, после чего перескочил его и на его противоположной стороне (в 190 метрах от места первого удара) врезался в рощу и полностью разрушился; пожара при этом не возникло.
Рейс SU-7950 рухнул на землю в районе четвёртого разворота, где местность возвышалась над уровнем аэродрома на 40 метров (+20 метров высота деревьев) и в 12 километрах западнее аэропорта Харьков. В катастрофе погибли 19 человек — 1 член экипажа (стюардесса) и 18 пассажиров, остальные 31 человек (все три пилота и 28 пассажиров) выжили, получив ранения.

## Причина катастрофы
Ошибка диспетчера круга, передавшего на борт давление аэродрома 757 мм рт. ст. вместо 737 мм рт. ст., что в результате установки экипажем этого значения давления на барометрических высотомерах привело к снижению в приборном полёте ниже безопасной высоты. Экипаж, дезориентированный показаниями барометрических высотомеров, не принял экстренных мер к переводу самолёта в набор высоты при получении сигнала «ОПАСНАЯ ВЫСОТА».
— 

## Цитата
Давным-давно в Харькове заходил так на посадку в облаках самолёт. И — забыли установить давление аэродрома. Снижаясь по высотомерам, установленным на давление 760, самолёт на самом деле шёл ниже почти на 200 метров.
Рассчитывая, что у них высота 200 метров — как раз высота пролёта дальнего привода, — экипаж вёл машину почти над верхушками деревьев, в облаках, не видя земли.
И когда у них высотомеры показали 180 метров, самолёт зацепился за деревья и упал, не долетев до полосы..
— Василий Ершов. «Раздумья ездового пса» (глава «Снижение»)